# 馬里斯維爾 (愛荷華州)
馬里斯維爾（英語：Marysville）是一個位於美國愛荷華州馬里昂縣的城市。

## 地理
馬里斯維爾的座標為41°10′52″N 92°57′08″W / 41.18111°N 92.95222°W，而該地的平均海拔高度為219米（即719英尺）。

## 人口
根據2010年美國人口普查的數據，馬里斯維爾的面積為0.96平方千米，當中陸地面積為0.96平方千米，而水域面積為0.00平方千米。當地共有人口66人，而人口密度為每平方千米68人。